# Nycteribia latiterga
Nycteribia latiterga är en tvåvingeart som beskrevs av Oskar Theodor 1957. Nycteribia latiterga ingår i släktet Nycteribia och familjen lusflugor.
Artens utbredningsområde är Kenya. Inga underarter finns listade i Catalogue of Life.